# إندغونيات
الإندغونيات (الاسم العلمي: Endogonales) هي رتبة من الفطريات تتبع الطائفة الإندغونانية من الشعبة العفنينية.

## التصنيف
- رتبة الإندغونيات
  - الفصيلة الإندغونية
    - جنس الإندغون